# Herr Bengts hustru
Herr Bengts hustru är ett drama från 1882 av August Strindberg. Det är ett historiskt drama med handlingen förlagd till reformationstiden, men många bedömare har ansett den historiska dimensionen vara av underordnad betydelse, och hellre velat se pjäsen som ett inlägg i den samtida debatten om äktenskapet, vars viktigaste referenspunkt var Ibsens Ett dockhem. 